# Hoven (Düren)
Hoven (Dürener Platt Hoave) ist ein Stadtteil von Düren in Nordrhein-Westfalen. Der im Nordwesten liegende Stadtteil gehört seit 1972 zur Stadt Düren.

## Lage
Im Süden grenzt Hoven an Mariaweiler, im Osten an Birkesdorf, im Norden an Merken, im Westen an Echtz. Die Rur bildet die Grenze zu Birkesdorf. Durch den Ort fließt der Lendersdorfer Mühlenteich.

## Allgemeines

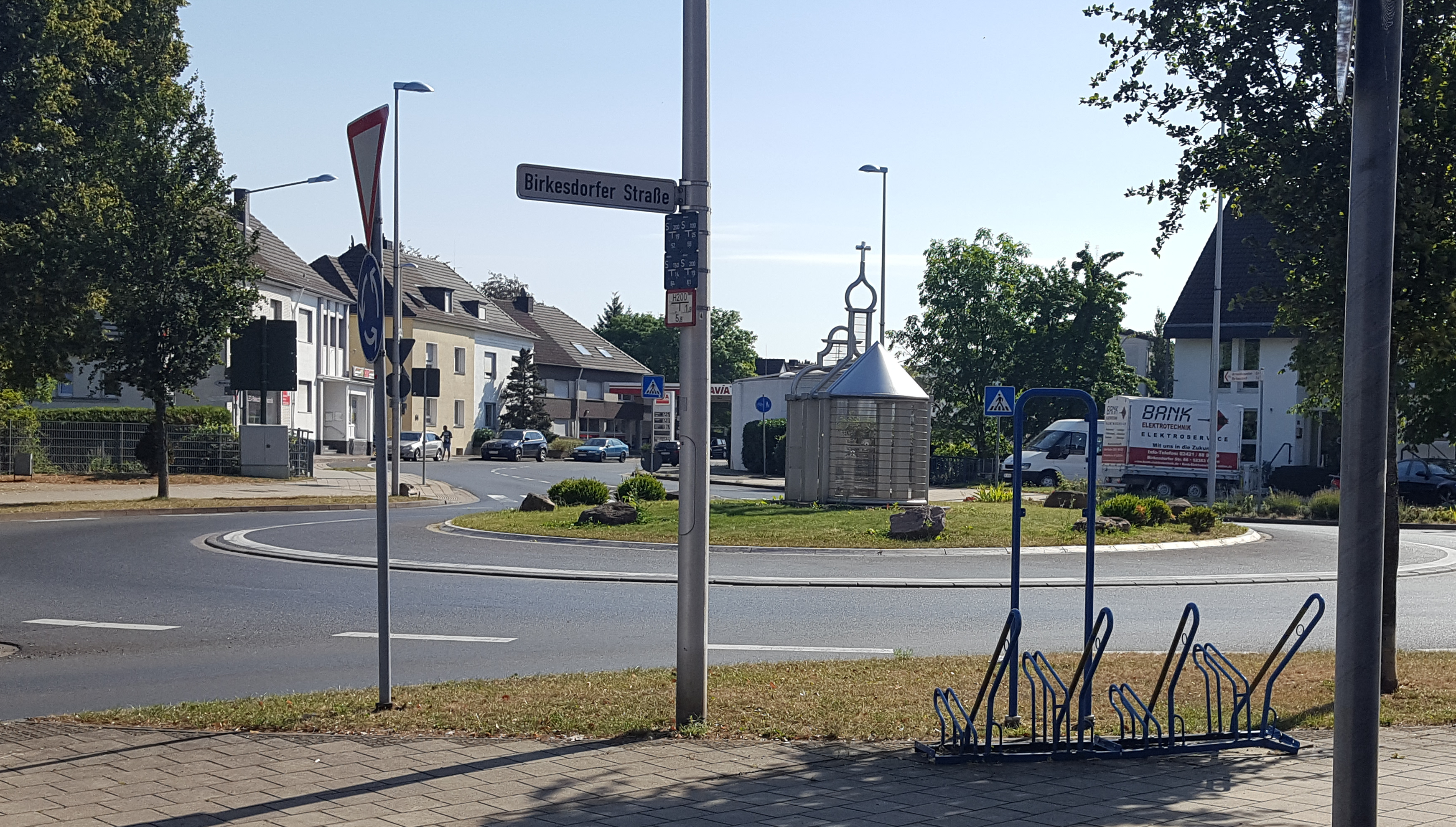
Die Hovener Mitte

Im Ort gibt es eine Grundschule und einen Kindergarten sowie fast alle Geschäfte des täglichen Bedarfs.
Schmuckstück des Ortes ist die „Hovener Mitte“ am Arnold-Decker-Platz. Die Mitte des Kreisverkehrs krönt ein Modell der alten Hovener Kapelle, welche im Jahre 1977 im Rahmen des Kirchenneubaues abgerissen wurde.
Auf dem Arnold-Decker-Platz finden sich, neben der Gefallenen-Gedenktafel der beiden Weltkriege, ein Boule-Platz und ein öffentlicher Bücherschrank. Dieser ist in einer alten britischen Telefonzelle untergebracht. Zahlreiche Bänke laden zum Verbleib unter den schattigen Bäumen ein.
Zudem befindet sich auf dem zu Ehren Arnold Deckers benannten Platz ein Gedenkstein, welcher an denselbigen erinnern soll.
Decker war Bürgermeister und späterer Ehrenbürger der Gemeinde Mariaweiler-Hoven.
Nach dem Erfinder der Lithografie Alois Senefelder wurde 1973 die Senefelder Straße benannt.

## Geschichte
Es wird vermutet, dass Hoven von den Sunukern besiedelt wurde. Dieser westgermanische Stamm besiedelte vor allem das Rheinland im 1. und 2. Jahrhundert. Die These, dass die Sunuker in Hoven lebten, stützt sich auf den Fund eines geweihten Steins der Gottheit „Dea Summuxal“. Diese Gottheit wird den Sunukern zugeordnet.
Hoven war schon zu römischer Zeit besiedelt. Auf dem Priesberg am nördlichen Ortsrand der Ruraue wurde bereits 1879 die Heidenburg ausgegraben, ein römischer Tempel mit den Grundmaßen 21 × 19 m.
Im Jahre 1359 wird Hoven das erste Mal erwähnt. Der damalige Herzog Wilhelm von Jülich überträgt Emond von Hoven die Fischerei im Teich vor dessen Haus zu Hoven.
Die Gemeinde Mariaweiler-Hoven kam im Zuge der kommunalen Neugliederung am 1. Januar 1972 zur Stadt Düren.

## Persönlichkeiten
- Bruno Hauser (1907–1965), Bildhauer, gestorben in Hoven

## Kirche

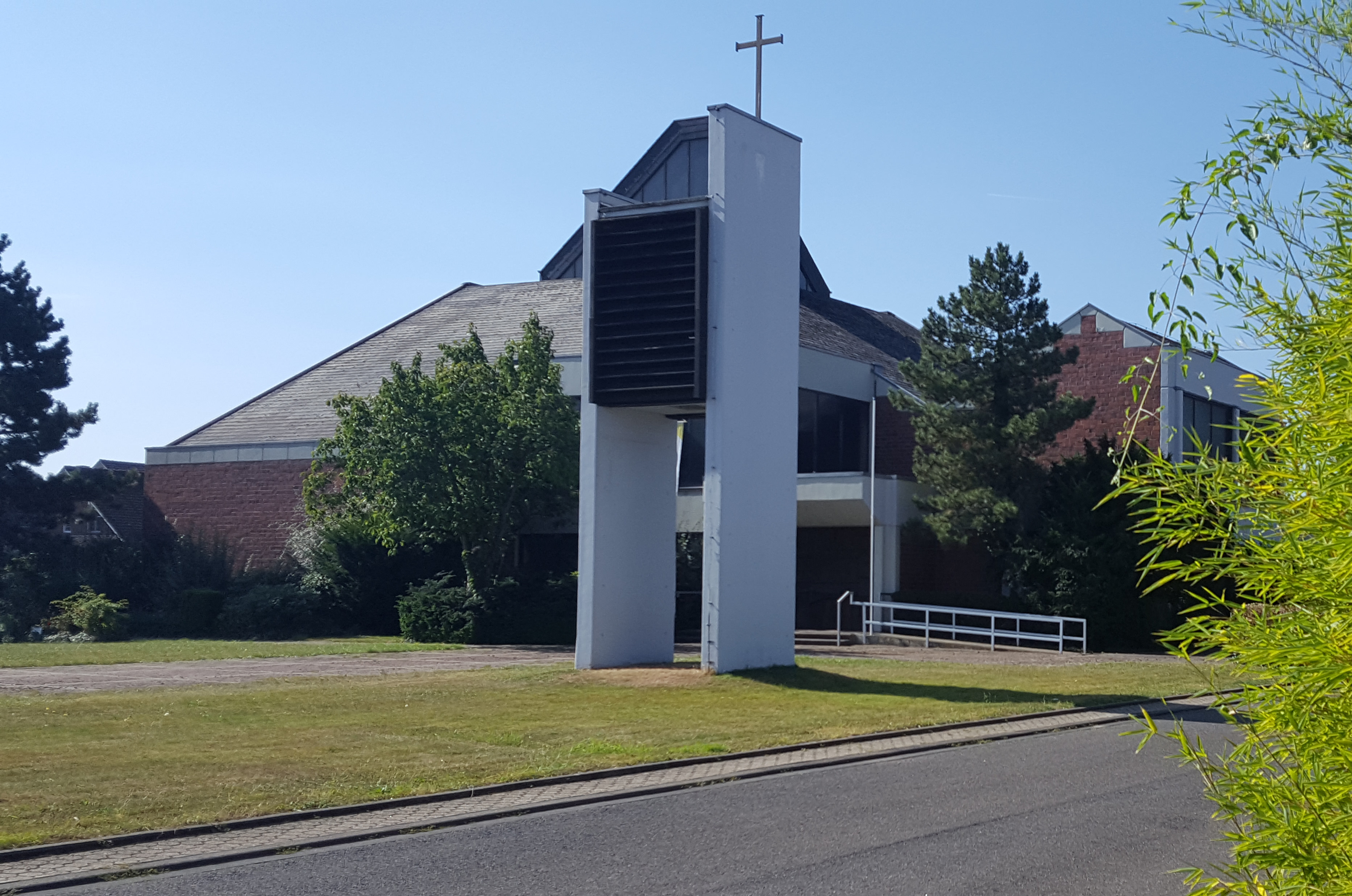
Die Herz-Jesu-Kirche, in Hoven, mit separatem Glockenturm.

Die am 29. April 1972 eingeweihte neue Herz-Jesu-Kirche wurde vom Dürener Architekten Helmut Lüttgen geplant und hat für annähernd 500 Personen Platz. Besonders auffällig ist ihr untypisches Erscheinungsbild. Sie besteht aus einem Sichtbetonskelett mit roten Backsteinmauern.
Das Vorgängermodell der heutigen Herz-Jesu-Kirche war eine Andachtskapelle, sie wurde im Jahre 1832 auf dem jetzigen Arnold-Decker-Platz errichtet und war bis 1909 der Pfarrei Mariaweiler unterstellt. Der 1909 gegründete Kapellenverein errichtete nach den Plänen des Kölner Architekten Forthmann eine neue Kapelle, die 1912 eingeweiht wurde. Im Zweiten Weltkrieg wurde die Kapelle so stark zerstört, dass man beschloss, diese 1948/49 neu zu errichten. Vom 11. bis 18. März 1977 wurde die Kapelle wegen statischer Probleme abgerissen.
Die Pfarren
- St. Peter, Merken
- Herz Jesu, Hoven
- St. Mariae Himmelfahrt, Mariaweiler
- St. Martin, Derichsweiler, und
- St. Michael, Echtz

schlossen sich 2004 zur Gemeinschaft der Gemeinden Düren-Nordwest zusammen.

## Wirtschaft
Am Ortseingang aus Richtung Birkesdorf liegt die Firma Julius Hoesch GmbH & Co. KG.

## Verkehr
Am 1. Januar 1901 wurde Hoven durch die Dürener Eisenbahn mit ihrer meterspurigen Bahnstrecke von Düren nach Merken erschlossen, welche später nach Pier und Inden verlängert wurde. Der Verkehr wurde am 30. Juni 1965 eingestellt.
Heute wird der Personennahverkehr durch den Rurtalbus, bis 31. Dezember 2019 durch die Dürener Kreisbahn, auf der Straße sichergestellt. Die Linien 206 und 216 verbinden Hoven alle 15 bis 60 Minuten mit Birkesdorf und Düren.
| Linie | Verlauf |
| ----- | --- |
| 206   | Düren Kaiserplatz – StadtCenter – Bahnhof/ZOB – Birkesdorf – (Mariaweiler – Echtz Badesee) / Hoven – Echtz                                                           |
| 216   | Düren Kaiserplatz – StadtCenter – Bahnhof/ZOB – Birkesdorf – Hoven – Merken – Schophoven – Viehöven – Kirchberg – Jülich Walramplatz – Neues Rathaus – Jülich Bf/ZOB |

## Vereine
- Kirchenchor Herz Jesu Hoven
- KV „Aezebaer“ Hoven 1993 e. V. (Karnevalsverein)
- MGV „Liederkranz“ Hoven /  Zusammenschluss mit MGV Merken (Männergesangverein)
- R.T.C. Staubwolke Hoven (Radtouristikclub)
- TTC Hoven (Tischtennisclub)
- Verband Deutscher Rassehundefreunde e. V.
- CSV Düren e. V. (Christlicher Sportverein)